# Guarinisuchus
Guarinisuchus – rodzaj morskiego krokodylomorfa z rodziny Dyrosauridae. Żył we wczesnym paleocenie, niedługo po wielkim wymieraniu kredowym, na terenie Ameryki Południowej. Został opisany w oparciu o szkielet zawierający czaszkę wraz z żuchwą, kość łokciową, łuski oraz izolowane zęby (DG-CTG-UFPE 5723). Odnaleziono również szczątki dwóch innych osobników (MN-7063-V oraz MDJ R 001). Zostały one odkryte w 2003 roku w datowanych na późny dan, około 62–61 mln lat temu, osadach formacji Maria Farinha w stanie Pernambuco w północno-wschodniej Brazylii. Nazwa Guarinisuchus pochodzi od słowa guarini, w języku Tupi znaczącego „bohater”, oraz greckiego suchus, oznaczającego krokodyla. Epitet gatunkowy gatunku typowego, munizi, honoruje brazylijskiego paleontologa Geraldo da Costa Barrosa Muniza, który jako pierwszy badał obszar basenu Paraíba, gdzie odkryto szczątki Guarinisuchus.
Czaszka holotypu Guarinisuchus jest niemal kompletna – brakuje jedynie prawej kości kwadratowej oraz kości kwadratowo-jarzmowej. Mierzy ona około 525 mm długości i 160 mm szerokości w najszerszym punkcie, na wysokości kości kwadratowo-jarzmowych, co pozwala oszacować długość całego osobnika na trzy metry. Wskazuje to, że Guarinisuchus był mniejszy od większości innych przedstawicieli Dyrosauridae. W szczęce Guarinisuchus znajdowało się prawdopodobnie 17–18 zębów, z czego 14 przypada na region przedoczodołowy. Liczba zębów znajdujących się w żuchwie jest szacowana na podobną. Zęby były stosunkowo długie.
Przeprowadzona przez Barbosę i współpracowników analiza filogenetyczna wykazała, że najbliższymi krewnymi Guarinisuchus są paleoceńskie formy afrykańskie: Arambourgisuchus i Rhabdognathus. Może to sugerować, że Dyrosauridae wyewoluowały w Afryce i jeszcze przed końcem kredy przekroczyły Ocean Atlantycki w kierunku zachodnim, docierając do terenów obecnego stanu Pernambuco w Brazylii, gdzie odległość pomiędzy Afryką a Ameryką Południową była i jest najmniejsza, a następnie zasiedlając Amerykę Północną i inne obszary Ameryki Południowej. Możliwa jest również druga ewentualność, według której Dyrosauridae z północnej Afryki przedostały się do zachodniej, z której dotarły do terenów dzisiejszego stanu Pernambuco przecinając Atlantyk w kierunku południowym. Hipotezy te nie muszą się wykluczać, jednak weryfikacja drugiej spośród nich wymaga więcej informacji na temat zachodnioafrykańskich Dyrosauridae.
Na obszarze basenu Paraíba Dyrosauridae były stosunkowo rzadkie w mastrychcie, znacząco jednak zróżnicowały się w paleocenie. Jaszczurki z grupy mozazaurów, będące dominującymi morskimi drapieżnikami w późnej kredzie, po wielkim wymieraniu kredowym zostały zastąpione przez Dyrosauridae oraz duże rekiny. Niektóre duże rekiny występujące w mastrychcie na terenie basenu Paraíba wyginęły na przełomie kredy i paleogenu, jednak dwa rodzaje niewielkich rekinów z rodziny lamnowatych przetrwały wymieranie i występowały równolegle z Guarinisuchus. Nie jest pewne, czy zastąpienie mozazaurów przez Dyrosauridae na przełomie kredy i paleogenu było zjawiskiem lokalnym czy też miało charakter globalny.